# Callipyris drosera
Callipyris drosera är en fjärilsart som beskrevs av Edward Meyrick 1891. Callipyris drosera ingår i släktet Callipyris och familjen nattflyn. Inga underarter finns listade i Catalogue of Life.